# 1890 aux États-Unis
Pour des articles plus généraux, voir Chronologie des États-Unis et 1890.
Chronologie des États-Unis
- 1886
- 1887
- 1888
- 1889
- 1890
- 1891
- 1892
- 1893
- 1894

Cette page concerne des événements d'actualité qui se sont produits durant l'année 1890 du calendrier grégorien aux États-Unis.

## Événements
- 25 janvier : Nellie Bly termine son tour du monde en 72 jours.
- 18 février : création de la National American Woman Suffrage Association par fusion des deux associations rivales la NWSA et la AWSA[1].
- 2 juin : onzième recensement. Les États-Unis comptent alors 63 millions d'habitants. L’inspecteur du recensement sanctionne la fin officielle de la « Frontière »  (frontier)[2]. Il reste en réalité de nombreuses terres inoccupées, mais l’annonce a un effet psychologique considérable.
- 2 juillet : vote de la loi Sherman antitrust. Concession à l’égard de l’opinion, la loi Sherman rend illégale la concentration d’entreprises. En réalité le Sherman Antitrust Act restera sans grand effet en raison de ses imprécisions et de son interprétation par la Cour Suprême, qui l’utilisera pour limiter l’activité des syndicats.
- 3 et 10 juillet : l'Idaho et le Wyoming deviennent les quarante-troisième et quarante-quatrième États de l'Union américaine.
- 14 juillet : Sherman Silver Purchase Act.
- 6 août : première utilisation de la chaise électrique, dans l'État de New York sur William Kemmler.
- 1er novembre : le Mississippi met en place une constitution pour empêcher les Noirs de voter et pour maintenir la ségrégation. Ces lois (impôts électifs, test d’alphabétisme et vote censitaire), qui s’étendent dans tous les États du Sud, écartent également les Blancs les plus pauvres des bureaux de vote.
- 14 décembre : arrestation et mort de Sitting Bull.
- 29 décembre : massacre de Wounded Knee (Dakota du Sud) : 350 Amérindiens massacrés par l'armée américaine. La bataille est le dernier soulèvement indien en Amérique. Deux cents hommes, femmes et enfants sioux sont massacrés à Pine Ridge.
- James Duke rassemble les quatre plus grands fabricants de cigarettes pour constituer l’American Tobacco Company.
- Le tarif McKinley élève les droits de douane à 49 % tout en réduisant l’excédent budgétaire. Il instaure pour la première fois des droits sur les produits agricoles et frappe à un taux prohibitif les biens susceptibles de concurrencer l’industrie locale (plusieurs industriels européens choisissent de s’installer aux États-Unis). La chute des importations entraîne la disparition des recettes. Les réserves antérieures sont dilapidées en pensions et en subventions.
  - En échange de leur acquiescement au tarif McKinley, les fermiers et les propriétaires de mines d’argent obtiennent le Sherman Silver Purchase Act selon lequel le Trésor doit acheter avec des bons remboursables dans l’un des deux métaux de son choix, 4 500 000 onces d’argent mensuellement.

## Naissances
- Ralph Teetor, mécanicien et inventeur notamment du régulateur de vitesse.